# Crepidotus epibryus
Crepidotus epibryus es una especie de hongo, del orden Agaricales, de la familia Crepidotaceae, perteneciente al género Crepidotus.

## Características
El píleo tiene la forma de un pétalo puede medir hasta 1 centímetros de diámetro y 3 milímetros  de espesor, es aterciopelado, no desarrolla tallo, su color es blanquecino, crece en los tacones de madera y troncos muertos en los meses de verano en Estados Unidos (Colorado, Míchigan y Tennessee) y en Europa. El sabor y el olor es suave.